# Euchontha sublactigera
Euchontha sublactigera är en fjärilsart som beskrevs av Walker 1865. Euchontha sublactigera ingår i släktet Euchontha och familjen tandspinnare. Inga underarter finns listade i Catalogue of Life.